# Usina Hidrelétrica Paranapanema
A Usina Hidrelétrica Paranapanema está localizada no Rio Paranapanema, na zona urbana do município de Piraju.

## Características
Pode gerar até 31,1 MW a partir de um desnível de 16,8 m. Seu reservatório inunda uma área de até 1,494 KM2.